# Полесье (футбольный клуб, Добрянка)
«Поле́сье» — украинский любительский футбольный клуб из пгт Добрянка Репкинского района Черниговской области. Фарм-клуб «Десны» с 2000 по 2008 год.

## История
В 1992 году Иваном Чаусом был создан футбольный клуб «Полесье» (Добрянка), позже построено соответствующую инфраструктуру и открыто детское отделение спортивной школы. С 2000 года «Полесье» стало фарм-клубом главной футбольной команды области — черниговской «Десны». Среди воспитанников клуба — Андрей Ярмоленко, игрок киевского «Динамо» и сборной Украины, Александр Романчук (серебряный призёр молодёжного чемпионата Европы). В 2003 состоялся товарищеский матч с сербским профессиональным клубом БСК «Белград», после которого с «Десной» подписал контракт Милан Загорац.
Первых успехов ФК «Полесье» достиг с приходом тренера Сергея Бакуна: в 2000 году — бронзовый призёр, в 2003 — чемпион Черниговской области. С 2005 года команду успешно возглавляет Иван Бубись. В 2006 году «Полесье» стало обладателем Кубка области, в 2007 — серебряным призёром чемпионата Черниговщины, в 2008 — финалистом Кубка Черниговской области. В 2012 году команда выиграла открытый чемпионат Чернигова.

## Достижения

### Любительские соревнования
Кубок Украины среди любителей
- Полуфиналист: 2009.
- Четвертьфиналист: 2008.

Чемпионат Черниговской области
- Чемпион: 2003.
- Серебряный призёр (5): 2007, 2008, 2009, 2010, 2012.
- Бронзовый призёр (3): 2000, 2011, 2014.

Кубок Черниговской области
- Обладатель: 2006.

Суперкубок Черниговской области
- Обладатель: 2010.

Первая лига чемпионата Черниговской области
- Победитель (2): 1999, 2013

Открытый чемпионат города Чернигова
- Чемпион: 2012.

Чемпионат Репкинского района
- Чемпион (4): 1993, 1994, 1996, 1997.

Кубок Репкинского района
- Обладатель: 1994, 1995, 1998.

### Другие
Кубок областного совета «Колос»
- Обладатель: 1998.

Всеукраинское первенство на приз «Рабочей газеты»
- Серебряный призёр: 2005.

Международный турнир на призы ФК «Гомель»
- Бронзовый призёр: 2012.